# Elatostema flumineorupestre
Elatostema flumineorupestre är en nässelväxtart som beskrevs av Hosokawa. Elatostema flumineorupestre ingår i släktet Elatostema och familjen nässelväxter. Inga underarter finns listade i Catalogue of Life.